# K.F. Brondbjerg
Kristen Flodgaard Brondbjerg (født 4. august 1907 i Staby Sogn, død 15. juli 1990) var seminarieforstander og -rektor i Haslev.
Kristen Flodgaard Brondbjerg blev født på Lille Brondbjerg i Staby Sogn, Ulfborg Herred, Ringkøbing Amt, som søn af gårdmand Morten Olesen Brondbjerg og hustru Nielly Marie, f. Nielsen (1881). I 1940 blev han gift med cand.mag. Inger Røboe B., f. Dam (1911).
K.F. Brondbjerg blev først udlært som bygningshåndværker (1926) og gik derefter på konstruktørskole (1926–27).
Han tog studentereksamen fra Rønde Studenterkursus i 1931 og studerede derpå teologi. Han blev cand.teol. i 1937 og straks derpå ansat som lærer på Håndværkerhøjskolen i Haslev og udnævnt til lektor i 1944. I 1946 fik han et præsteembede i Dreslette Sogn på Fyn; men allerede i 1950 vendte han tilbage til Haslev for at overtage emdbedet som forstander for Haslev Seminarium. Fra 1959 blev seminarieforstandere betegnet rektorer.
Brondbjerg gik på pension i 1977. Mens Brondbjerg var på Fyn, var han formand for menighedsråd, skolekommission og børneværn. Af andre tillidsposter var han sekretær for De unge Præsters konvent 1948–55, og han blev formand i 1955. I Haslev blev han medlem af skolekommissionen i 1954 og menighedsrådet i 1957. Medlem af bestyrelsen for Diakonissestiftelsen 1956 og for Kirkelig Forening for den Indre Mission i Danmark 1958, formand for Kristelig Lærerforening 1958 og for Midtsjællands Ungdomsskole. Medlem af bestyrelsen for Evangelisk pædagogisk Samvirke 1959 og for Sogne-Diakoniskolen 1977.
K.F. Brondbjergs barndomshjem og livsgerning var funderet på et kristent livssyn. Haslev var kendt som en indremissionsk by, og det seminarium i Haslev, der blev Brondbjergs livsgerning, var grundlagt af Indre Mission i 1905. K.F. Brondbjergs gerning var inden for Indre Mission i Danmark. Han har skrevet adskillige artikler om pædagogiske og kristne emner, opdragelse og religion.